# Дядьковский, Иустин Евдокимович
 Иустин Евдокимович Дядьковский  (1784—1841) — русский врач-терапевт, ординарный профессор Московского университета.

## Биография
После окончания Рязанской духовной семинарии в 1809 году поступил в московское отделение Медико-хирургической академии. В 1812 году окончил курс лекарем I отделения с серебряной медалью и был оставлен при академии адъюнктом для подготовки к профессорскому званию. Во время Отечественной войны 1812 года находился во временном военном Головинском госпитале в Москве, затем был откомандирован в Рязань, а в 1813 году — в Верею, на борьбу с эпидемией холеры, за успешное окончание которой был награждён орденом Св. Владимира 4-й степени.
По словам биографа Дядьковского, «жажда к познанию беспрерывно томила его душу»: он одинаково хорошо знал различные отрасли медицины — ботанику и фармакологию, общую патологию и общую терапию, частную терапию и клинику, зоологию и минералогию. Кроме того, Дядьковский был широко образованным человеком, помимо медицинских сочинений, интересовался историей, философией и богословскими трудами, т. к. «все отрасли знания человеческого он почитал для врача не только полезными, но и необходимыми». Обладал необыкновенной памятью, что позволило ему освоить иностранные языки (знал английский, немецкий, французский и итальянский языки, а также греческий и латынь).
После возвращения в Москву Дядьковский защитил диссертацию (1816) «Рассуждение о действии лекарства на человеческое тело», получил степень доктора медицины. Адъюнкт (1817), экстраординарный профессор (1824), ординарный профессор (1830) кафедры патологии, терапии и терапевтической клиники Московской медико-хирургической академии.
В 1830—1831 годах был членом Центральной комиссии по борьбе с холерой. В 1831 году был назначен ординарным профессором по кафедре терапии Московского университета и директором терапевтической клиники. В это время он жил в одноэтажном особняке, во дворе дома № 19 по Брюсову переулку
Приглашён (октябрь 1831) в Московский университет на должность ординарного профессора на кафедру патологии, терапии и терапевтической клиники, освободившуюся после смерти М. Я. Мудрова.
Летом 1832 года к нему обратился, заболевший на пути из Петербурга на Украину, Н. В. Гоголь.
Был убежденным сторонником эволюционных идей, рационалистического подхода к теории и практике, пропагандировал среди студентов необходимость практической проверки теоретических положений и самостоятельности мышления. Подобные взгляды и высокая популярность среди студентов стали поводом к отстранению Дядьковского от преподавания в университете по предписанию министра народного просвещения С. С. Уварова от 1835 года. По другой версии, Дядьковский был отстранён в 1836 году, а поводом к этому стало естественнонаучное объяснение происхождения «нетленных мощей», которое было сочтено «кощунственным».
После ухода из университета Дядьковский тяжело заболел, ездил лечиться на Кавказ, где провёл два года, затем уехал за границу. Летом 1841 года он вновь отправился на кавказские воды.
В первой половине июля 1841 года встречался в Пятигорске с Михаилом Лермонтовым, которому передал гостинцы и письмо от бабушки поэта Арсеньевой. Дядьковский долго беседовал с Лермонтовым и после разговора отзывался о нём, как об «умнице». Дядьковский умер в Пятигорске 22 июля (3 августа) 1841 года, через неделю после смерти Лермонтова, считается, что он был глубоко потрясён смертью поэта. Похоронен в пятигорском Некрополе, рядом с могилой Лермонтова.

## Медицина
Дядьковский детально разработал методику клинического обследования больного, расширил границы социально-бытового анамнеза; он одним из первых подчёркивал влияние внешней среды на организм человека. Он предложил классификацию болезней, в основу которой одним из первых положил состояние нервной системы, придавая ей большое значение в развитии патологических процессов. Считается, что его идеи о ведущей роли нервной системы в жизни организма повлияли на формирования научных взглядов И. М. Сеченова и С. П. Боткина. Дядьковский различал лечение «предохранительное», то есть профилактическое, и «восстановительное».
Одним из первых И. Е. Дядьковский предложил метод библиотерапии — исцеление посредством чтения специально подобранных книг, когда конкретному синдрому соответствует определённый текст художественной литературы (см. его книгу: «Общая терапия», 1836)